# Grupo Safra
Grupo Safra er et brasiliansk konglomerat, der er ejet af Vicky Safra-familien og har hovedkvarter i São Paulo. De har virksomhed indenfor bank, finansiering og industri.
Virksomheden blev etableret i 1841 i Aleppo, Syrien.

## Datterselskaber
- Banco Safra (Brasilien) - 100 %
- Safra National Bank of New York (Estados Unidos e América Latina) - 100 %
- Bank J. Safra Sarasin (Europa og Asien) - 100 %
- Chiquita Brands (Indústria de Alimentos) - 50 %
- Jenel Real Estate (Estados Unidos) - 100 %
- JSRE Management (Estados Unidos) - 100 %
- JSRE 30 St Mary Axe Management Ltd (Reino Unido) - 100 %